# Oxytropis krylovii
Oxytropis krylovii là một loài thực vật có hoa trong họ Đậu. Loài này được Schipcz. miêu tả khoa học đầu tiên.